# أيمن دحمان
أيمن دحمان (مواليد 28 يناير 1997) هو لاعب كرة قدم دولي تونسي في مركز حارس مرمى ضمن النادي الرياضي الصفاقسي.

## وصلات خارجية
- أيمن دحمان على موقع قاعدة بيانات كرة القدم.إي يو (الإنجليزية)
- أيمن دحمان على موقع ناشيونال فوتبول تيمز (الإنجليزية)
- أيمن دحمان على موقع Soccerway.com (الإنجليزية)
- أيمن دحمان على موقع عالم كرة القدم.نت (الإنجليزية)